# كريستين تومسن
كريستين تومسن (بالدنماركية: Kirsten Thomsen)‏ هي مجدفة دنماركية، ولدت في 2 نوفمبر 1954 في كوبنهاغن في الدنمارك.

## وصلات خارجية
- كريستين تومسن على موقع الاتحاد الدولي للتجديف (الإنجليزية)
- كريستين تومسن على موقع اللجنة الأولمبية الدولية (الإنجليزية)
- كريستين تومسن على موقع أوليمبيديا (الإنجليزية)